# Jean Kerguen

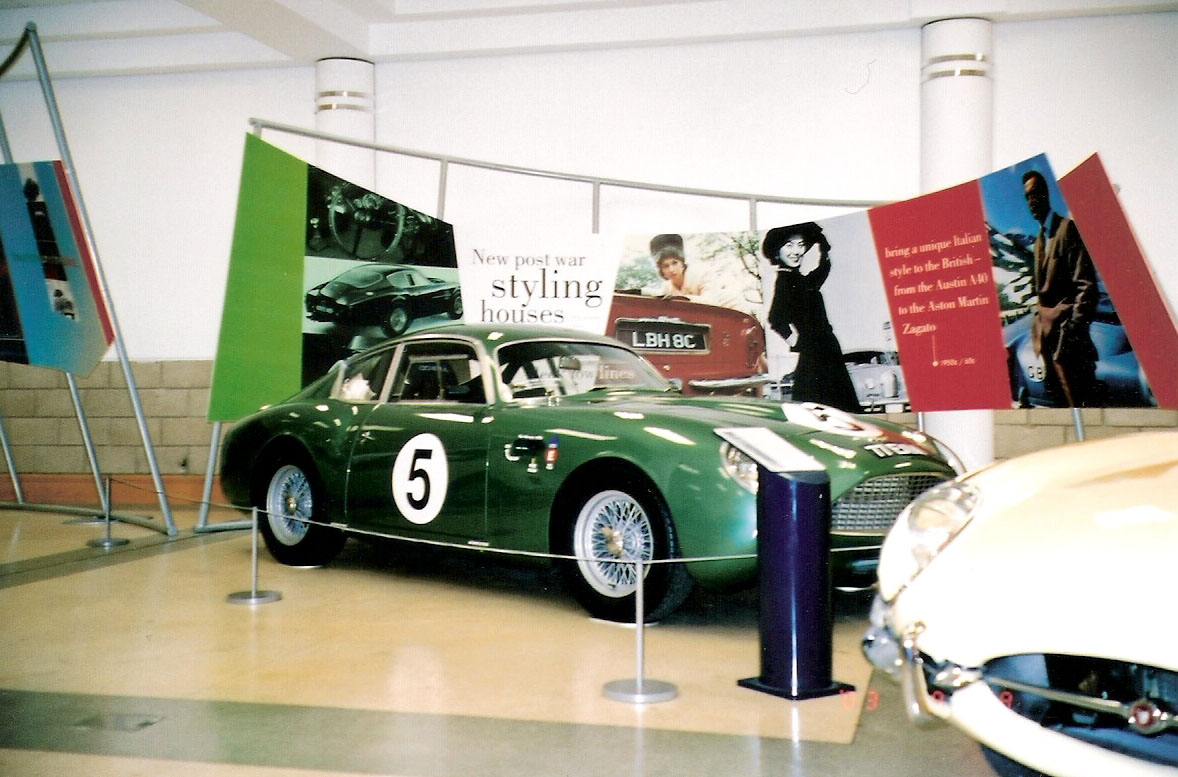
Aston Martin DB4 GT Zagato

Jean Albert Louis Kerguen (* 23. August 1925 in La Chapelle-Caro; † 16. September 2005 in Le Cannet) war ein französischer Automobilrennfahrer und Unternehmer.

## Karriere im Motorsport
Jean Kerguen war in den 1950er-Jahren einer der größten Aston-Martin-Händler Frankreichs. Daraus erklären sich die vielen Renneinsätze mit Fahrzeugen der britischen Marke. Der zweite Fahrzeughersteller, mit dem er verbunden war, war Porsche. In den späten 1950er-Jahren bestritt er mit Porsche-Modellen Formel-2-Rennen. Das geplante Engagement beim Großen Preis von Marokko 1958 auf einem Porsche RSK kam allerdings nicht zustande.
Bekannt wurde Kerguen als Sportwagenpilot. Sein erstes internationales Antreten gab es 1953 bei einem Sportwagenrennen in Marrakech. Das Rennen, das von André Guelfi auf einem Gordini T15S 2.3 gewonnen wurde, beendete er als Siebter. 1956 wurde er Sechster beim Großen Preis von Agadir und gab ein Jahr später sein Debüt beim 24-Stunden-Rennen von Le Mans. Seine guten Beziehungen zu Aston Martin ermöglichten ihm einen Werkseinsatz auf einem Aston Martin DB3S. Gemeinsam mit seinem Landsmann Jean-Paul Colas beendete er das Rennen an der elften Stelle der Gesamtwertung.
Bis zum Ende seiner aktiven Karriere 1966 war insgesamt zehnmal in Le Mans am Start. Seine beste Platzierung war der 10. Endrang 1958. 1959 wurde Vierter bei der Tour de France für Automobile (mit Robert La Caze auf einem Porsche 356 Carrera) und 1963 Zweiter beim 6-Stunden-Rennen von Dakar.

## Statistik

### Le-Mans-Ergebnisse
| Jahr | Team            | Fahrzeug                   | Teamkollege     | Platzierung             | Ausfallgrund       |
| ---- | --------------- | -------------------------- | --------------- | ----------------------- | ------------------ |
| 1957 | David Brown     | Aston Martin DB3S          | Jean-Paul Colas | Rang 11                 |                    |
| 1958 | Jean-Paul Colas | Porsche 550A RS            | Jacques Dewez   | Rang 10                 |                    |
| 1959 | Jean Kerguen    | Porsche 550 RS             | Robert La Caze  | Ausfall                 | Kupplungsschaden   |
| 1960 | Jean Kerguen    | Porsche 718 RS60/4         | Robert La Caze  | Ausfall                 | Antriebswelle      |
| 1961 | Jean Kerguen    | Aston Martin DB4 GT Zagato | Jacques Dewez   | Ausfall                 | Elektrik           |
| 1962 | Jean Kerguen    | Aston Martin DB4 GT Zagato | Jacques Dewez   | Ausfall                 | Kraftübertragung   |
| 1963 | Jean Kerguen    | Aston Martin DB4 GT Zagato | Jacques Dewez   | Ausfall                 | Zylinder überhitzt |
| 1964 | Jean Kerguen    | Porsche 904/4 GTS          | Jacques Dewez   | Rang 12                 |                    |
| 1965 | Jacques Dewez   | Porsche 904/4 GTS          | Jacques Dewez   | Ausfall                 | kein Benzin        |
| 1966 | Jacques Dewez   | Porsche 911S               | Jacques Dewez   | Rang 14 und Klassensieg |                    |

### Einzelergebnisse in der Sportwagen-Weltmeisterschaft
| Saison | Team                       | Rennwagen                  | 1   | 2   | 3   | 4   | 5   | 6   | 7   | 8   | 9   | 10  | 11  | 12  | 13  | 14  | 15  | 16  | 17  | 18  | 19  | 20  | 21  | 22  |
| ------ | -------------------------- | -------------------------- | --- | --- | --- | --- | --- | --- | --- | --- | --- | --- | --- | --- | --- | --- | --- | --- | --- | --- | --- | --- | --- | --- |
| 1957   | Aston Martin               | Aston Martin DB3           | BUA | SEB | MIM | NÜR | LEM | KRI | CAR |     |     |     |     |     |     |     |     |     |     |     |     |     |     |     |
| 1957   | Aston Martin               | Aston Martin DB3           |     | 11  |     |     |     |     |     |     |     |     |     |     |     |     |     |     |     |     |     |     |     |     |
| 1958   | Jean-Paul Colas            | Porsche 550                | BUA | SEB | TAR | NÜR | LEM | RTT |     |     |     |     |     |     |     |     |     |     |     |     |     |     |     |     |
| 1958   | Jean-Paul Colas            | Porsche 550                |     | 10  |     |     |     |     |     |     |     |     |     |     |     |     |     |     |     |     |     |     |     |     |
| 1959   | Jean Kerguen               | Porsche 550                | SEB | TAR | NÜR | LEM | RTT |     |     |     |     |     |     |     |     |     |     |     |     |     |     |     |     |     |
| 1959   | Jean Kerguen               | Porsche 550                | DNF |     |     |     |     |     |     |     |     |     |     |     |     |     |     |     |     |     |     |     |     |     |
| 1960   | Jean Kerguen               | Porsche 718 RS             | BUA | SEB | TAR | NÜR | LEM |     |     |     |     |     |     |     |     |     |     |     |     |     |     |     |     |     |
| 1960   | Jean Kerguen               | Porsche 718 RS             |     | DNF |     |     |     |     |     |     |     |     |     |     |     |     |     |     |     |     |     |     |     |     |
| 1961   | Jean Kerguen               | Aston Martin DB4 GT Zagato | SEB | TAR | NÜR | LEM | PES |     |     |     |     |     |     |     |     |     |     |     |     |     |     |     |     |     |
| 1961   | Jean Kerguen               | Aston Martin DB4 GT Zagato | DNF |     |     |     |     |     |     |     |     |     |     |     |     |     |     |     |     |     |     |     |     |     |
| 1962   | Jean Kerguen               | Aston Martin DB4 GT Zagato | DAY | SEB | SEB | MAI | TAR | BER | NÜR | LEM | TAV | CCA | RTT | NÜR | BRI | BRI | PAR |     |     |     |     |     |     |     |
| 1962   | Jean Kerguen               | Aston Martin DB4 GT Zagato |     |     |     |     | DNF |     |     |     |     |     |     |     |     |     |     |     |     |     |     |     |     |     |
| 1963   | Jean Kerguen               | Aston Martin DB4 GT Zagato | DAY | SEB | SEB | TAR | SPA | MAI | NÜR | CON | ROS | LEM | MON | WIS | TAV | FRE | CCE | RTT | OVI | NÜR | MON | MON | TDF | BRI |
| 1963   | Jean Kerguen               | Aston Martin DB4 GT Zagato |     |     |     |     |     |     |     |     |     | DNF |     |     | 18  |     |     |     |     |     |     |     |     |     |
| 1964   | Jean Kerguen Jacques Dewez | Porsche 904                | DAY | SEB | TAR | MON | SPA | CON | NÜR | ROS | LEM | REI | FRE | CCE | RTT | SIM | NÜR | MON | TDF | BRI | BRI | PAR |     |     |
| 1964   | Jean Kerguen Jacques Dewez | Porsche 904                |     |     |     |     |     |     |     |     | 12  | 16  |     |     |     |     |     |     |     |     |     | 9   |     |     |
| 1965   | Jacques Dewez              | Porsche 904                | DAY | SEB | BOL | MON | MON | RTT | TAR | SPA | NÜR | MUG | ROS | LEM | REI | BOZ | FRE | CCE | OVI | NÜR | BRI | BRI |     |     |
| 1965   | Jacques Dewez              | Porsche 904                |     |     |     |     |     |     |     |     | DNF |     |     |     |     |     |     |     |     |     |     |     |     |     |
| 1966   | Jacques Dewez              | Porsche 911                | DAY | SEB | MON | TAR | SPA | NÜR | LEM | MUG | CCE | HOK | SIM | NÜR | ZEL |     |     |     |     |     |     |     |     |     |
| 1966   | Jacques Dewez              | Porsche 911                |     |     |     | 14  |     |     |     |     |     |     |     |     |     |     |     |     |     |     |     |     |     |     |